# 中央人民政府华北事务部
中央人民政府华北事务部是根据1949年9月27日中国人民政治协商会议第一届全体会议通过的《中华人民共和国中央人民政府组织法》第二十二条的规定，于1950年9月5日在中央人民政府政务院设置的一个部门。

## 历史
1949年10月1日，中华人民共和国中央人民政府成立。
1950年9月5日，中央人民政府委员会第九次会议通过《关于增设中央人民政府人事部及中央人民政府华北事务部的决议》，决定成立中央人民政府华北事务部。
1952年4月18日，中央人民政府委员会第十四次会议决定撤销中央人民政府华北事务部，设立政务院华北行政委员会。

## 历任部长
1. 刘澜涛（1950年9月－1952年4月）